# Putten 15

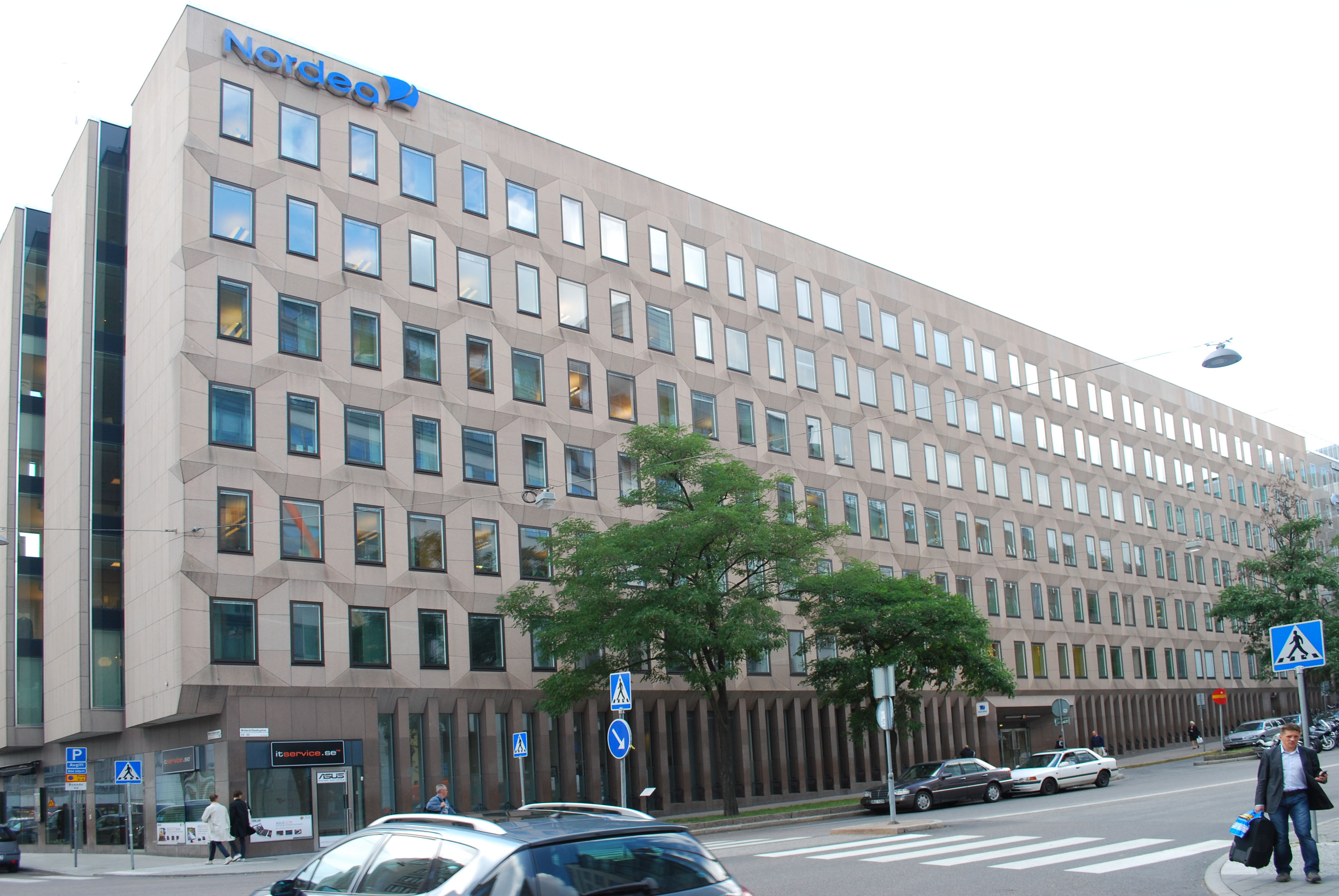
Fasaden mot Malmskillnadsgatan

Putten 15 är en fastighet i kvarteret Putten, belägen mellan Sveavägen 14 och Malmskillnadsgatan 23-25 på Norrmalm i centrala Stockholm.
Byggnaden restes 1963-1967 som stockholmshuvudkontor för Göteborgs Bank sedan banken länge huserat på Brunkebergstorg 16-20. Byggnaden ritades av Anders Tengbom och består av en tvåvåningsdel med terrass utmed Sveavägen, varpå en sjuvåningsbyggnad i indraget läge reser sig. Fasaderna är utförda i rödbrun granit, där vartannat fönster skjutits fram genom fasadens sneda granitytor. Tanken med denna originella utformning är att skuggorna skall fångas och ge skarpa reliefer.
Bankhallen byggdes centralt i två plan och inreddes i vit marmor och väggbeklädnader i ek. Den förbands med rulltrappor upp från entrén vid Sveavägen. Lågvolymen inreddes för butiker och resebyrå. Under denna skär biltunnlar genom kvarterets källarvåningar, vilka bland annat innehåller garage och valv. Kontoren placerades i sjuvåningsbyggnaden utmed dubbelkorridorer. Dessa markeras på sydgaveln med vertikala fönsterslitsar.
Kring 2000-talet genomgick huset en fullständig ombyggnad invändigt. I samband med denna gjordes takvåningen om till kontor och delar av terrassen togs i anspråk för en tillbyggnad.
Göteborgs Bank omvandlades genom fusioner och uppköp till Götabanken, Gota Bank och Nordbanken, för att idag vara en del av Nordea. I maj 2017 flyttade Swedbank affärsområde Stora Företag och Institutioner samt Robur in i lokalerna.

## Bilder

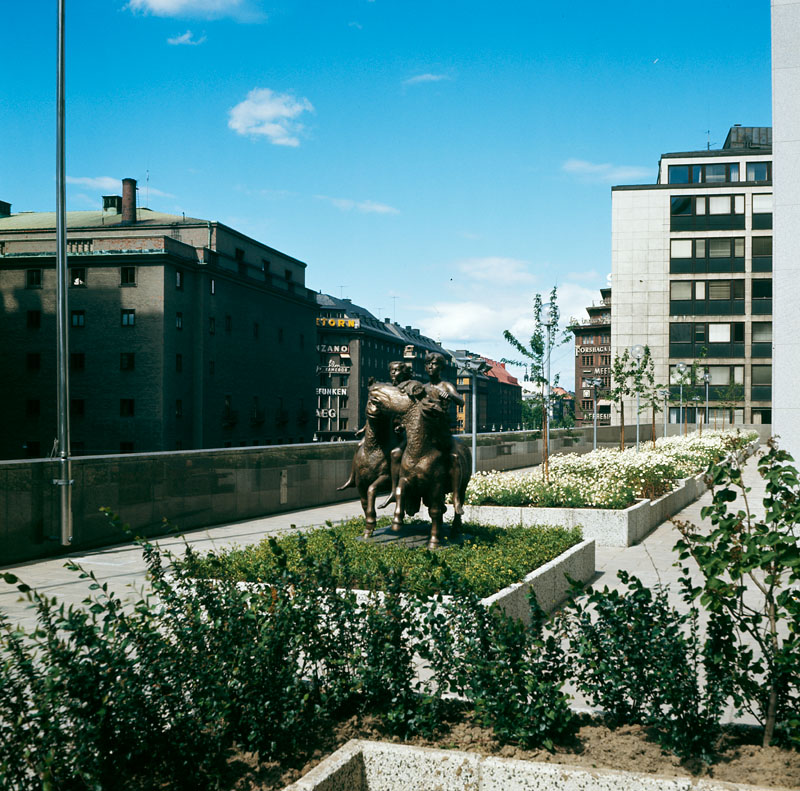
Takterrassen 1967, med Stig Blombergs bronsskulptur Flores och Blanzeflor
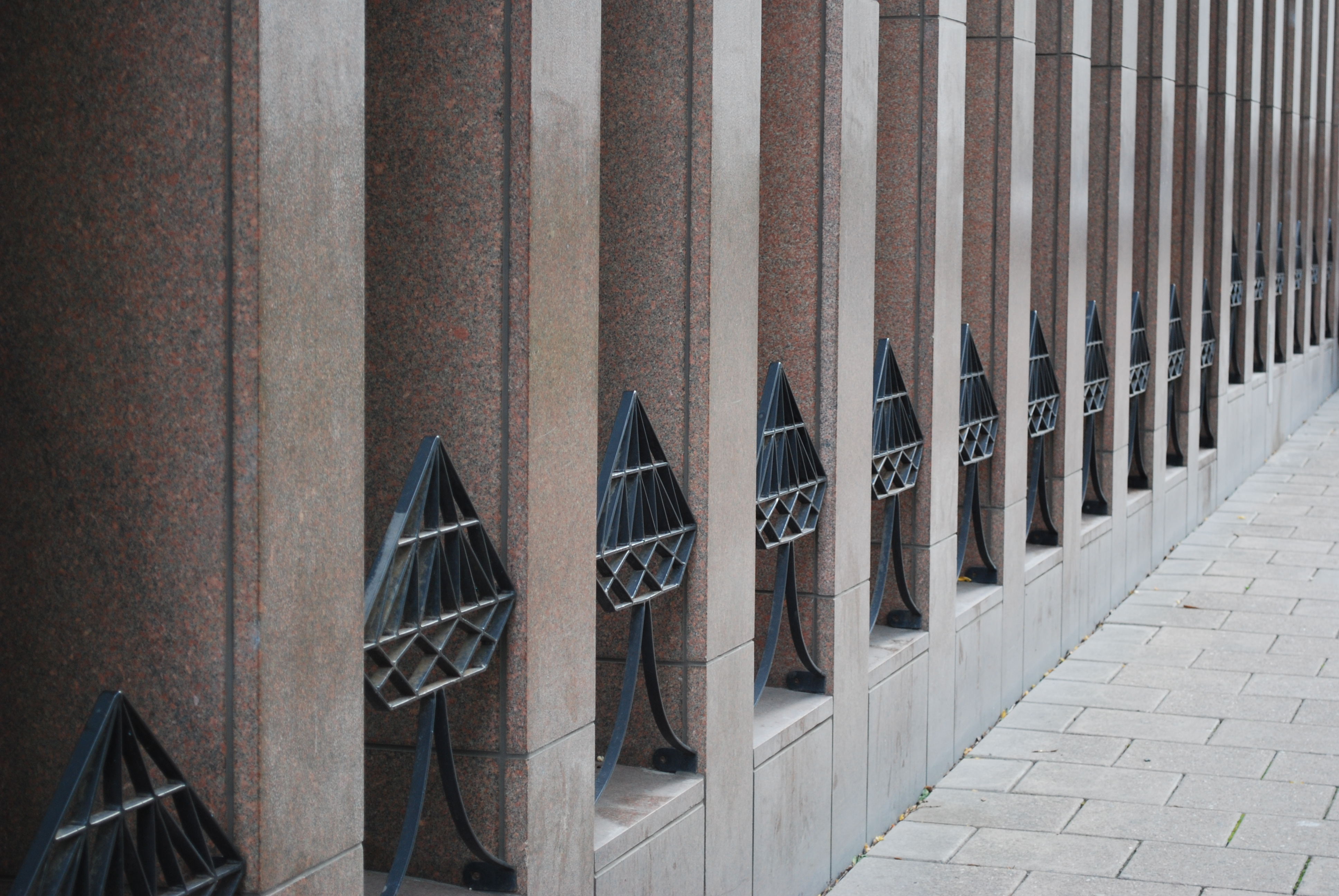
Göteborgs Banks logotyp i form av en diamant i fönsterburspråken mot Malmskillnadsgatan
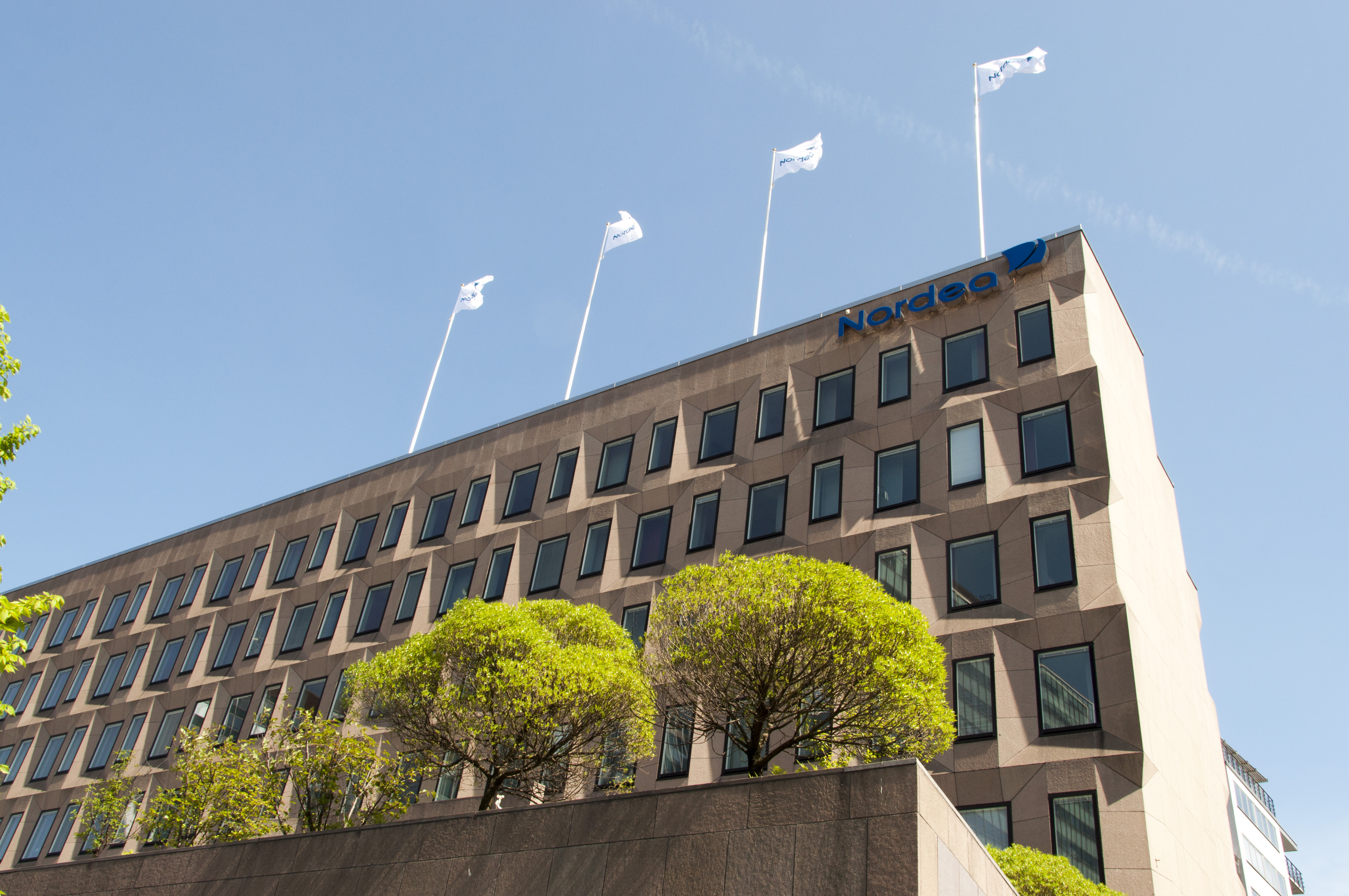
Fasaden..
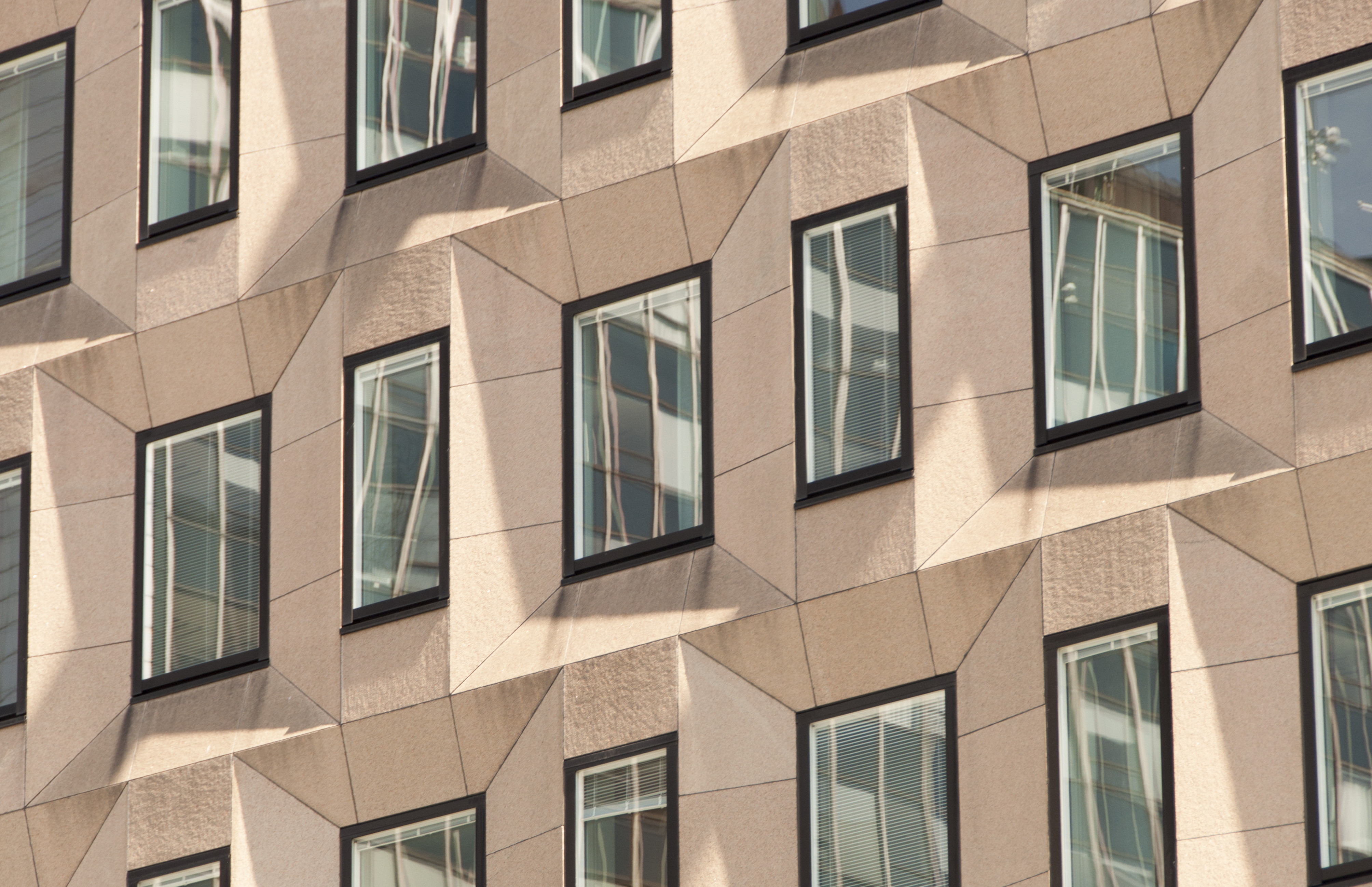
..mot Sveavägen